# Tord Boontje

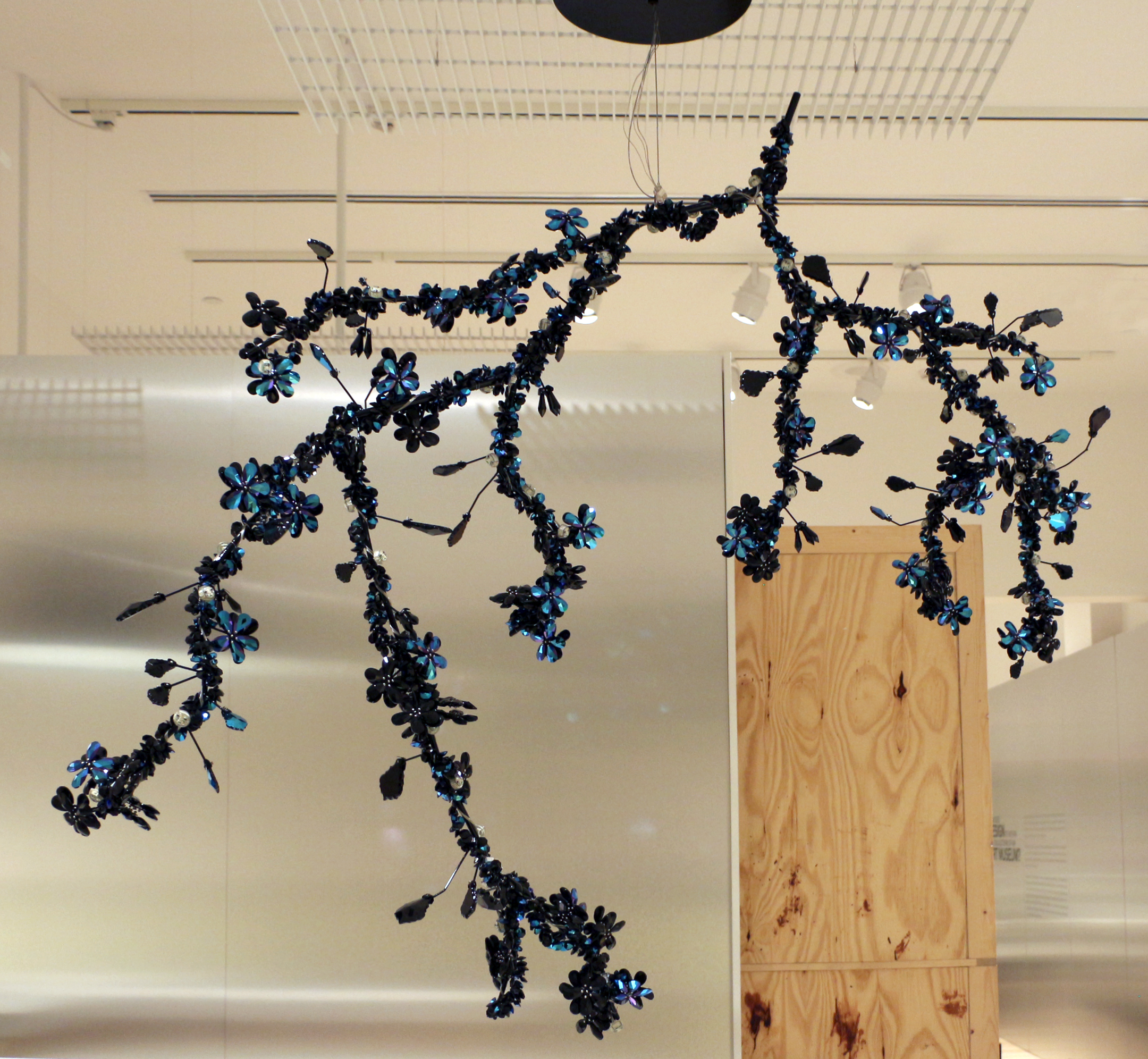
Night Blossom lamp, for Swarovski, 2003

Tord Boontje (Enschede, 3 oktober 1968) is een industrieel productontwerper en sieraadontwerper. Hij studeerde in 1991 af aan de Academie voor Industriële Vormgeving in Eindhoven. In 2009 werd hij benoemd tot professor en head of design products aan de Royal College of Art in Londen. Hij werkt in Bourg-Argental in Frankrijk, waar zijn studio sinds 2006 is gevestigd.

## Prijzen
- 2002 – Bombay Sapphire Prize for Glass Design
- 2003 – Designer of the Year, Elle Decoration
- 2003 – Best Lighting Design, Elle Decoration
- 2003 – Reader's Choice for Future Classic, Elle Decoration
- 2004 – Best product, New York Gift Fair
- 2004 – Dedalus Design Award
- 2005 – Innovation Prize for textile collection, Cologne Fair
- 2005 – Dutch Designer of the Year
- 2006 – IF Product Design Award
- 2007 – Red Dot Design Award